# Teorema di Hille-Yosida
In analisi funzionale, il teorema di Hille-Yosida caratterizza i generatori di semigruppi a un parametro fortemente continui di operatori lineari su spazi di Banach. A volte viene indicato per il caso speciale dei semigruppi di contrazione, con il caso generale che viene chiamato il teorema di Feller-Miyadera-Phillips (da William Feller, Isao Miyadera e Ralph Phillips). Il caso del semigruppo di contrazione è ampiamente usato nella teoria dei processi di Markov. In altri scenari, il teorema di Lumer-Phillips strettamente correlato è spesso più utile nel determinare se un dato operatore genera un semigruppo di contrazione fortemente continuo. Il teorema prende il nome dai matematici Einar Hille e Kōsaku Yosida che scoprirono indipendentemente il risultato intorno al 1948.

## Enunciato del teorema
Sia {\displaystyle A} un operatore lineare chiuso definito su un sottospazio lineare {\displaystyle D(A)} dello spazio di Banach {\displaystyle X}, {\displaystyle \omega } un numero reale e {\displaystyle M>0}. Quindi {\displaystyle A} genera un semigruppo {\displaystyle T} fortemente continuo che soddisfa {\displaystyle \|T(t)\|\leq M{\rm {e}}^{\omega t}} se e solo se
1. {\displaystyle D(A)} denso in {\displaystyle X};
2. ogni numero reale {\displaystyle \lambda >\omega } appartiene all'insieme risolvente di {\displaystyle A} e per tale {\displaystyle \lambda } e per tutti gli interi positivi {\displaystyle n}.

## Teorema per i gruppi contrattivi
Nel caso generale il teorema di Hille-Yosida è principalmente di importanza teorica poiché le stime sui poteri dell'operatore risolvente che compaiono nell'asserzione del teorema di solito non possono essere verificate in esempi concreti. Nel caso speciale dei semigruppi contrattivi ({\displaystyle M=1} e {\displaystyle \omega =0} nel teorema di cui sopra) solo il caso {\displaystyle n=1} deve essere controllato e il teorema diventa anche di una certa importanza pratica. La dichiarazione esplicita del teorema di Hille-Yosida per i semigruppi di contrazione è:
Sia A un operatore lineare definito su un sottospazio lineare D(A) dello spazio di Banach X. Allora A genera un semigruppo contrattivo se e solo se
1. {\displaystyle D(A)} è denso in {\displaystyle X};
2. per ogni numero reale {\displaystyle \lambda >0} che appartiene all'insieme risolvente di {\displaystyle A} : {\displaystyle \|(\lambda I-A)^{-1}\|\leq {\frac {1}{\lambda }}}.

In tal caso, il semigruppo {\displaystyle \{S(t)\}_{t\geq 0}} con generatore {\displaystyle (A,D(A))} è dato da
{\displaystyle S(t)f=\lim _{\lambda \to \infty }e^{\lambda t}\sum _{n=0}^{\infty }{\frac {\lambda ^{n}t^{n}}{n!}}(\lambda R(\lambda ,A))^{n}f,\;\;f\in X,t\geq 0.}
In pratica, per verificare che un operatore {\displaystyle A} con dominio denso sia il generatore prescritto dal teorema di Hille-Yosida, occorre mostrare che per ogni {\displaystyle \lambda >0} e {\displaystyle g\in X} esiste un'unica soluzione {\displaystyle f\in D(A)} di
{\displaystyle \lambda f-Af=g\ {\text{  e  }}\ \lambda \|f\|\leq \|g\|.}